# Otero de Escarpizo
Otero de Escarpizo es una localidad del municipio leonés de Villaobispo de Otero, en la Comunidad Autónoma de Castilla y León. El pueblo se encuentra cercano a la confluencia del río Combarros y del río Brañuelas. Se accede a la localidad a través de la carretera LE-6445, y por la LE-CV-160-9 que conecta con Fontoria de Cepeda una vez pasada la línea férrea y el río Tuerto.
La iglesia está dedicada a El Salvador.

## Localidades limítrofes
Confina con las siguientes localidades:
- Al norte con Magaz de Cepeda.
- Al este con Fontoria de Cepeda y La Carrera.
- Al sur con Villaobispo de Otero.
- Al oeste con Combarros.

## Demografía
Evolución de la población
| Gráfica de evolución demográfica de Otero de Escarpizo entre 2000 y 2017 |
|                                                                          |
| Población de derecho (2000-2017) según el padrón municipal del INE       |

## Historia
Así se describe a Otero de Escarpizo en el tomo XII del Diccionario geográfico-estadístico-histórico de España y sus posesiones de Ultramar, obra impulsada por Pascual Madoz a mediados del siglo XIX:

lugar en la provincia de León, partido judicial y diócesis de Astorga, audiencia territorial y capitanía general de Valladolid; es cabeza del ayuntamiento de su mismo nombre, compuesto de los pueblos de Brimeda, La Carrera, Fontoria, Carneros, el indicado Otero, Quintana de Jon, Rebilla, Sopeña y Villaobispo de Otero. Se halla situado en un alto sobre terreno peñascoso; su clima es frío; sus enfermedades más comunes constipados, y alguna que otra fiebre intermitentes. Tiene 26 casas; iglesia parroquial (San Salvador), matriz de la Carrera y Villaobispo, servida por un cura de primer ascenso y libre provisión; escuela de primeras letras por temporada, a la que asisten los niños de los dos anejos, y buenas aguas potables. Confina con término de Magaz, Fontoria, los anejos, Brimeda y Combarros. El terreno es de mediana calidad, y le fertilizan las aguas del río Tuerto. Los caminos dirigen a los valles de Cepeda y Astorga, de cuyo punto recibe la correspondencia. Producciones: granos, legumbres, lino, patatas, frutas, y pastos; cría ganado vacuno y lanar; caza de liebres y perdices, y pesca de truchas, anguilas y otros peces. Población de todo el ayuntamiento: 149 vecinos, 670 almas. Capital productivo: 1.890.914 reales. Imponible: 98.082. Contribución: 17.181.
Diccionario geográfico-estadístico-histórico de España y sus posesiones de Ultramar